# Kurîlehivka (Mîkilske), Poltava
Kurîlehivka (în ucraineană Курилехівка) este un sat în comuna Mîkilske din raionul Poltava, regiunea Poltava, Ucraina.

## Demografie
Componența lingvistică a localității Kurîlehivka
     Ucraineană (95,1%)
     Rusă (4,9%)
Conform recensământului din 2001, majoritatea populației localității Kurîlehivka era vorbitoare de ucraineană (95,1%), existând în minoritate și vorbitori de rusă (4,9%).